# 野田弘志
野田 弘志（のだ ひろし、1936年 6月11日 - ）は、日本の画家。近縁の画風で知られる中山忠彦、森本草介とは同世代で旧知の間柄。

## 画風
野田は、凡そ10年単位でその個人様式を大きく転換させるという特徴的な変遷を見せる。しかしその核心は一貫しており、モチーフを細密に写真で記録し徹底した描写でカンバスに再現する粘り強いリアリズム表現が際立つ。1992年以降は低彩度の明るい色（ライトグレーや白）などを中心としており、安定している。
1970年代から1997年頃まで、藤田吉香にも似た、シンプルな大面積の背景を特徴として画面を構成してきた所があるが、近年では、大面積でシンプルな背景は影を潜めている。

### 1970年代の黒の絵画
1970年から絵画制作に専念し先ず制作された絵画は、黒い背景によって特徴づけられる絵画である。批評等で頻繁に取り上げられる、『やませみ』（1971年） や麦を描いた『黒い風景 其の参』（1973年） はこの時代の作品である。
黒い背景といっても一様に同じ色ではなく、肌理の目立ったもの、雲を描いたもの、素材に変化を持たせて光沢を大胆に変化させ対比させたものなどがあり、多様性に富んでいる。

### 1980年代の金の絵画
1980年代に特徴的なのは、黄金色の表現である。その萌芽は70年代の作品にも見出せるものの、金箔による黄金背景や、黄赤系統の絵具による一面を覆う黄金色の物体の表現は、この時期の特徴である。

#### 『湿原』、『ヴィーナスの笑くぼ』、『松風の家』
1983年から加賀乙彦作『湿原』の新聞連載の挿絵の原画を鉛筆を用いて制作する。その入念で細密な完成度の高い鉛筆画は、高く評価される。この時期の徹底的に鉛筆に打ち込んだことが、この後の画家の油彩画を更なる高みに押し上げたとも言われる。
その後の『ヴィーナスの笑くぼ』、『松風の家』では、茶道具や人間など、『湿原』とは趣の異なる対象を描いている。

### 1990年代以降の白の絵画
1990年代以降の代表的な作品群は、白やグレーを基調色とする壮大な連作である。概ね、21世紀に入ってからは明るいグレーの作品が多くなっている。同時期の、小品では暗いグレーも多用されている。絢爛な色彩の薔薇の作品も多数描かれている。

#### 非時
1991年に駝鳥の卵、骨、磁器、ガラス器を組み合わせ描いた『TOKIJIKU（非時）I　Egg』を始めとして、画家に時間の集積と生命の形相を意識させる骨を中心とし、広い空間を扱った大画面が特徴的な、一段と意識の高い作品群である。
大半の絵画の基調色はグレーであるが、『TOKIJIKU（非時）II Fossil』、『TOKIJIKU（非時）III Macaca Fuscata』、『TOKIJIKU（非時）IV Sea  Lion』、『TOKIJIKU（非時）XI Sphere』は、褐色系統を基調色としており、他の非時とは趣を異にしている。
現在、『TOKIJIKU（非時）XXIV』まで確認されている。第1回巨匠展に出品された『TOKIJIKU（非時）XXIV』は、画集には未だ採録されていない。

#### THE
1997年、白を基調色として、胎児のような姿勢の裸の女性を描いた『THE - 1』、黒を基調色として、下方を見つめる裸の女性の座像を描いた『THE - 2』、そして1998年、暗色を基調とし着衣の女性を描いた『THE - 3』の正方形の3作によって始まったシリーズである。非時とは打って変わって、動物の骨は影を潜め、生きた人間が描かれる。
当初は、人間を描くシリーズとして姿を現したが、『THE - 6』、『THE - 7』、『THE - 9』では、一転して人間を描かず、ロープや金具、幾何学形体が描かれる。確固たる地位を築いた画家のこの挑戦的な態度に、美術評論家の米倉守は賛辞を呈している。両者の中間に当たる作品としては、人間を描き、鳩を描き加えた『THE - 4』がある。
なお、『THE - 5』、『THE - 8』、『THE - 10』では、外国の女性を描いており、画家の油彩画に対する新たな解釈が伺われる。

#### 聖なるもの
2009年、ダークグレーを基調色として、外国の女性の着衣立像を描いた『聖なるもの THE - I』によって始まったシリーズである。野田は胎児、子供、老人、死体といった人間ばかりを描くとしていたが、『聖なるもの THE-IV』では、2メートル角の支持体に拡大した鳥の巣を描いた。

#### 崇高なるもの
『聖なるもの THE - I』同様のダークグレーを基調色として、詩人の谷川俊太郎やホキ美術館創設者の保木将夫を描いている。

## 言説

### 絵画と写真
写真を使用することを認めつつも、絵画と写真の差異を強調し、特に初心者が写真を見て描くことにより、様々な勘違いがうまれること、より重要な内容が身に付かないことに警鐘を鳴らす。

### 芸術とリアリズム
絵画の本質をリアリズムと捉え、その頂点にイタリア・ルネサンスのレオナルド・ダ・ヴィンチを据える。その後もレンブラント・ファン・レインやドミニク・アングルなどの巨匠は存在したものの、レオナルド以後の絵画の歴史を衰退の歴史と捉える。その原因として徒弟制度が無くなったこと、時代の進度の加速を挙げる。しかしながら他方では、「本当の新しい仕事」として、ポール・セザンヌ、モンドリアン、ジャスパー・ジョーンズの業績には一定の理解を示している。 同時代の画家では、アントニオ・ロペス・ガルシアを非常に高く評価する。特に、『浴槽の女』(1968)はロペスの作品のなかでも屈指の傑作との評価を下している。

### ヨーロッパの絵画と日本の絵画、現代日本の絵画
野田自身は研究しなかったものの、ヨーロッパの古典的な絵画の技法が水性の塗料（水性の絵具）の上に油性の塗料（油絵具）を重ねることによって成立するものであることを認め、近年の日本におけるこの研究に対して一定の関心を示すと共に、大学における研究と実践に携わる者として、田口安男や絹谷幸二、佐藤一郎を挙げる。しかしながら、テンペラによる表現は全て油絵具で出来るとして退ける。
また、野田自身が経験して来たことを認めつつも、食べて行く為の絵画と自己の研究の為の絵画を分けることを、日本に特有のダブルスタンダードであると指摘し、本音と建前の二重構造を許容するこの日本の習慣が甘えを生み、現代日本の絵画が世界的に評価を得られない理由になっているとして批判する。

## 経歴

### 年表
- 1936年、6月11日に韓国全羅南道に生まれる（本籍地は広島県沼隈郡柳津村）。その後、福山、中国・上海と転居。
- 1945年、日本に帰国し福山市で過ごす。
- 1951年、静岡県浜名郡に転居。
- 1952年、愛知県立豊橋時習館高等学校に入学。
- 1956年、上京し阿佐ヶ谷美術学園洋画研究所に通う傍ら、森清治郎に絵画を学ぶ。
- 1957年、東京芸術大学美術学部絵画科油画専攻に入学。
- 1960年、白日会第36回展に初入選し、白日賞受賞。
- 1961年、第37会展においてプルーヴー賞受賞、白日会準会員となる。東京芸術大学美術学部絵画科油画専攻（小磯良平教室）を卒業、東急エージェンシー企画調査部制作課にイラストレーターとして入社する。
- 1962年、白日会会員となる。東急エージェンシーを退社。以後、デザイン会社を設立し、イラストレーターとして活躍。
- 1966年、『現代日本文学館 三島由紀夫』（文藝春秋）の挿画を製作。
- 1970年、画業に専念するためにイラストレーターを辞する。安井賞展、国際形象展、新鋭選抜展、明日への具象展、日本秀作美術展などに出品するほか、初の個展（銀座・三越）等、個展を中心に作品を発表。
- 1974年、東京造形大学非常勤講師となる（勤務は2年間）。
- 1982年、白日会第58回展で内閣総理大臣賞を受賞。
- 1983年、朝日新聞の朝刊に連載された加賀乙彦の小説『湿原』の挿画を担当（ - 1985年）。
- 1987年、加賀乙彦「ヴィーナスの笑くぼ」（『婦人公論』連載）および宮尾登美子「松風の家」（『文藝春秋』連載）の挿画を担当。
- 1988年、野田弘志展〈明晰なる神秘〉（有楽町アートフォーラム、豊橋市美術博物館他）を開催。
- 1990年、ベルギーで個展（ヘント・ヴェラヌマン美術館）を開催。日本経済新聞に「写実のこころ10選」を連載。
- 1992年、「現代の視覚」展 （東京・有楽町アートフォーラム）に出品。第14回安田火災東郷青児美術館大賞を受賞。第5回 安田火災東郷青児美術館大賞作家展〈第14回受賞者野田弘志〉（新宿・安田火災東郷青児美術館）および「安田火災東郷青児美術館大賞受賞記念野田弘志展」（ふくやま美術館）を開催。
- 1992年、「両洋の眼・現代の絵画」、安田火災東郷青児美術館大賞15周年歴代作家展（新宿・安田火災東郷青児美術館）、「美しすぎる嘘〈現代リアリズム絵画展 PART1 スペイン―日本〉」（日本橋・三越）、「大和思考」〈思いがフォルムになる時〉（大阪・近鉄アート館）に出品。
- 1993年、「豊橋市美術博物館所蔵 野田弘志展」（札幌・三越）を開催。日本ポルトガル友好450周年記念・新妻實・野田弘志展〈隠されている美神 石と骨〉（リスボン・GALERIA VALENTIM OE CARVALHO他）に出品。
- 1994年 ベルギーで野田弘志展〈油彩・水彩〉（ヘント・ヴェラヌマン美術館）を開催。 第12回宮本三郎記念賞を受賞。「第12回宮本三郎記念賞 野田弘志展」（日本橋・三越本店）を開催。「輝くメチエ 〜油彩画の写実・細密表現」（奈良県立美術館）に出品。
- 1995年、「洋画の展望 -具象絵画を中心に-」（福井県立美術館）に出品。北海道壮瞥町にアトリエを構える。
- 2005 年 広島市立大学退任。同大学名誉教授となる。 北海道伊達市「だて噴火湾アートビレッジ実行委員会」のスーパーバイザー（芸術監督）に就任。[7]
- 2007年、大規模な回顧展を開催。
- 2018年、天皇並びに皇后の肖像画を制作し、宮内庁に奉納[8]。2018年度北海道文化賞受賞。

## 著作

### 絵画

#### 主要作品
- 『裸婦習作』 1955年頃
- 『白い風景』 1962年
- 『やませみ』 1971年
- 『黒い風景　其の参』 1973年
- 湿原（1983年 - 1985年）
『鳥の巣』 1983年
『涙』 1983年
『潦』 1984年
『氷の落ちた風蓮川』 1985年
- TOKIJIKU（非時）（1991年 - 2005年）
『TOKIJIKU（非時）I　Egg』 1991年
『TOKIJIKU（非時）XII　Wing』 1993年
『TOKIJIKU（非時）XV　Elephant』 1994年 [注釈 2]
『TOKIJIKU（非時）XX　Manmoth』 1996年-2005年[注釈 3]
- THE（1997年 - 2007年）
『THE-1』 1997年 - 2000年
『THE-3』 1998年
『THE-9』 2003年 - 2004年
『THE-10』 2007年
- 『蒼天』 2008年 - 2010年[注釈 4]
- 聖なるもの（2009年 - ）
『聖なるもの THE-I』 2009年
『聖なるもの THE-IV』 2013年
- 崇高なるもの　(2012年 - )
『崇高なるもの OP.1-1』 2014年
『崇高なるもの OP.3』 2012年

### 書籍

#### 画集
- 『野田弘志展』 野田弘志著　日動画廊 1981年 ASIN B000J7U8RE
- 『野田弘志画集 - 湿原』　野田弘志著 朝日新聞社 1984年1月 ISBN 4022552255 ISBN 9784022552259
- 『湿原 - 野田弘志画集』　野田弘志著 朝日新聞社出版局 1984年1月 ISBN 4022552352 ISBN 9784022552358
- 『野田弘志 花 -「湿原」挿画より 額絵20葉』 野田弘志著 朝日新聞社 1985年1月 ISBN 4022553197 ISBN 978-4022553195
- 『野田弘志画集 - 湿原（2）』 野田弘志著　朝日新聞社 1985年6月 ISBN 4022553642 ISBN 978-4022553645
- 『野田弘志画集 - Hiroshi Noda 1970 - 1985』 野田弘志著 求龍堂 1985年6月 ISBN 4763085077 ISBN 978-4763085078
- 『画集 野田弘志1971 - 1988』 野田弘志著 朝日新聞社 1988年10月 ISBN 4022559179 ISBN 978-4022559173
- 『野田弘志画集』 野田弘志著 講談社 1988年10月 ISBN 4062040492 ISBN 978-4062040495
- 『野田弘志 - 写実照応 （求龍堂グラフィックス）』 野田弘志著 米倉守編集 求龍堂 1994年5月 ISBN 4763094114 ISBN 978-4763094117
- 『HIROSHI NODA:MASTERWORKS』 野田弘志著 光村図書出版 2007年5月 ISBN 4895284085 ISBN 978-4895284080
- 『聖なるもの―野田弘志画集』 野田弘志著 米倉守編集 求龍堂 2014年4月 ISBN 4763014099 ISBN 978-4763014092

#### 著書
- 『リアリズム絵画入門』 野田弘志著 芸術新聞社 2010年2月26日 ISBN 4875861907 ISBN 978-4875861904